# ボボシェヴォ
座標: 北緯42度9分 東経23度1分 / 北緯42.150度 東経23.017度

ボボシェヴォ
Бобошево
Boboshevoボボシェヴォ ブルガリア内のボボシェヴォの位置

ボボシェヴォ（ブルガリア語: Бо̀бошево / Boboshevo）はブルガリア西部の町、およびそれを中心とした基礎自治体。キュステンディル州に属する。コチェリノヴォおよびリラに近接している。

## 地理
ボボシェヴォはソフィアから南に75キロメートル、バンスコから65キロメートルである。ボボシェヴォの町から4キロメートル先には、ソフィアとギリシャ国境を結ぶ幹線道路が走っている。
ボボシェヴォはリラ山脈の南西部に位置しており、ストルマ川（Струма）の渓谷の中にある。その地理的な条件と温和な気候のために、ボボシェヴォの地域は古代から人が居住してきた。

## 歴史
ボボシェヴォの地域は15世紀から17世紀にかけて教会が重要な役割を果たし、「ブルガリアのエルサレム」と呼ばれた。この地域には多くの教会や修道院があり、その多くはこの期間に建てられたものである。
その中で最も良く知られたものにルエンの西部にある聖ディミトル修道院がある。これは中世ブルガリアの代表的な建築物であり、大変に価値の高いものとして国家的な重要性のあるものである。この修道院の聖堂は15世紀に建てられ、今日までその姿をとどめている。聖堂にはひとつの身廊、ひとつのアプスがあり、半球型のドーム屋根を持っている。壁と天井、および西側の正面は壁画に覆われている。これらは1488年にさかのぼるものであり、大変価値の高いものとして多くの研究者、観光客、礼拝者らをひきつけている。
聖ディミトル修道院はブルガリアで現存する最も古い修道院のひとつであり、第一次ブルガリア帝国時代の10世紀ごろから存在している。14世紀の末にオスマン帝国による侵略によって破壊されたが、1488年に再建されている。
修道院はその年代の古さのみで評価されているわけではない。この修道院はまた、ブルガリアで最も偉大な英雄の一人とされるリラの聖イオアン（свети Иван Рилски / sveti Ivan Rilski）がその修道士時代の初期を過ごした場所である。リラの聖イオアンは後に近くの洞窟で隠者として過ごした後、リラ修道院を設立した。
2002年から2003年にかけて、また別の修道院が建設された。これはボロシェヴォ自治体のスクリノ（Скрино / Skrino）の村の近くにあり、この村で生まれたリラの聖イオアンの名前をとって名づけられた。修道院から山へと続く道は、リラの聖イオアンが生活した洞窟へと続いている。
スラティノ（Слатино / Slatino）の村では、紀元前5千年紀の銅石器時代の貴重な遺物を伴った遺跡が発掘調査によって見つかっている。500を超える陶器に加えて、本物と認められる絵画や、底面に太陰暦の暦がかかれた独特の形状のかまどが見つかっている。
現在、ボボシェヴォは小さな静かな村であり、美しい家々とカフェ、バーなどがある。

## 町村
ボボシェヴォ基礎自治体（Община Бобошево）には、その中心であるボボシェヴォをはじめ、以下の町村（集落）が存在している。
- Бадино
- Блажиево
- Бобошево
- Висока могила
- Вуково
- Доброво

- Каменик
- Скрино
- Слатино
- Сопово
- Усойка
- Циклово